# Xenyllodes
Genre
Xenyllodes est un genre de collemboles de la famille des Odontellidae.

## Distribution
Les espèces de ce genre se rencontrent en zone holarctique.

## Liste des espèces
Selon Checklist of the Collembola of the World (version du 5 octobre 2019) :
- Xenyllodes armatus Axelson, 1903
- Xenyllodes cavernicola Womersley, 1930
- Xenyllodes mohuitli Vázquez & Palacios-Vargas, 1986
- Xenyllodes palaciosi Mari Mutt, 1987
- Xenyllodes psammo Fjellberg, 2009
- Xenyllodes unguidentatus Palacios-Vargas & Najt, 1985
- Xenyllodes wapiti Fjellberg, 1985

## Publication originale
- Axelson, 1903 : Weitere Diagnosen über neue Collembolen-Formen aus Finland. Acta Societatis pro Fauna et Flora Fennica, vol. 25, no 7, p. 1-13 (texte intégral).